# Рохі-Нав
Ро́хі-Нав (тадж. Роҳи нав) — село у складі Хатлонської області Таджикистану. Входить до складу Дехконаріцького джамоату Фархорського району.
Назва означає новий шлях. Колишня назва — Саксанасур.
Населення — 1108 осіб (2010; 1232 в 2009).